# 洪旭
洪旭（1605年—1670年），原名忠珠，字弘藎、號念衷（另號九峰），福建泉州府同安縣金門人。明朝末年的武將，鄭氏王朝時官至特進光祿大夫左柱國太傅兼太子太師忠振伯兵官，于永曆九年四月晉封忠振侯。

## 生平
洪旭在鄭芝龍時代就追隨鄭家軍。弘光元年（清順治二年，1645年），弘光帝被擒，閏六月鄭鴻逵等人擁立唐王朱聿鍵即帝位，是為隆武帝。隆武帝封鄭芝龍平國公，部將洪旭也被封為忠振伯。
1646年鄭芝龍降清，洪旭轉依鄭成功，治軍嚴整，成功甚重之。永曆五年（1651年），成功到廈門後命洪旭管理中左。永曆八年（1654年），漳州千總劉國軒獻城投降。成功派洪旭與甘輝、林勝、戴捷等人前往，洪旭入城安撫。永曆九年（1655年）二月鄭成功承制設六官，以洪旭為戶官，五月改任水師右軍、水師總督，招降台州總鎮馬信，十月會中提督甘輝取舟山。洪旭應募兵旅時，常與陳霸為伍，之後陳霸先隨鄭成功和陳永華等人渡台，洪旭後期而至匯合於大員。陳霸是渡台後於安平之陳姓宗祖之一。1658年成功北伐，以旭兼理兵官，同黃廷、鄭泰，留守金、廈二島。1660年清軍犯廈門，成功以洪旭駐鎮海為犄角，大破之。1661年成功取臺灣，命洪旭、黃廷，佐世子經留守思明。
1662年鄭經與庶弟之奶媽不倫戀，鄭成功命洪旭往思明斬經。旭以鄭泰為成功兄，兄可以拒弟，遂示意鄭泰拒之，鄭經因得保全。5月成功逝，弟世襲於臺灣自立。訃至，洪旭請鄭經先嗣位，後發喪；復請速率兵渡臺靖內難。時清軍陰謀進犯，時局岌岌可危。洪旭請以『陽和陰違』緩清軍攻臺，卒使臺局定，內難安。1664年鄭經棄金、廈，經澎湖。洪旭於澎湖立營壘、煙墩、砲臺，戍兵守之。1666年旭復請鄭經令各鎮營於農隙教習武藝弓矢，春秋操演陣法；檄南北路屯兵入深山窮谷採辦桅舵含檀，修造船隻；又遣商船，往各地購買船料，興造洋艘鳥船，以白糖、鹿皮等物，上通日本，製造銅炮、倭刀、盔甲，並鑄永曆錢，下販暹羅、交趾各處以富國，致田疇市肆不讓內地。8月，旭以憂勞染寒疾卒。
關於洪旭的卒年，《海上見聞錄》及《閩海紀要》皆載卒於永曆二十三年。然而《台灣外記》則記卒於永曆二十年八月，因寒疾病逝，引起鄭經悲傷，並親自治喪。

## 故居
- 後豐港洪氏宗祠左側的古厝，為洪旭的故居，於2017年由金門縣政府指定公告為縣定古蹟，名稱定為「洪旭古厝」。

## 來台之後的後世居住地
- 洪旭對鄭氏王朝有很大的貢獻，雖然鄭成功已在封賞時有賞賜洪旭一塊土地，但那時候該土地尚未被發墾。直到旭子洪磊於鄭經時期率兵丁外出巡視方知有塊封地，於是號召族人前往開墾。該土地據考證，大約在現在臺南市的青鯤鯓、北門區一帶。入清以後，居住在該地的洪姓家族聚落越來越多，逐漸擴展到今學甲區、營頂、七股區，甚至有部分的族人遷入府城（今臺南市市區）居住，但仍以北門區、七股區等處為最多。所以在台洪姓後代於討論祖源時，都自稱來自北門區或七股區。

## 軼聞
- 相傳今日金門、廈門流傳的中秋博餅習俗，為洪旭所創。
- 現今浯江書院內的金門朱子祠，當中有塊匾額提字為伯爵軍門，講的就是洪旭。